# Alberto Gatti
Alberto Gatti (Busto Garolfo, 22 febbraio 1965) è un ex cestista italiano.

## Carriera
In Serie A1 ha vestito la maglia di Varese.